# 36e cérémonie des César
La 36e cérémonie des César du cinéma, récompensant les films sortis en 2010, s'est déroulée le 25 février 2011 au théâtre du Châtelet, à Paris.
La cérémonie était présidée par Jodie Foster et présentée par Antoine de Caunes. Ce sont Éric Elmosnino, Sara Forestier, Michael Lonsdale et Anne Alvaro les grands gagnants de la soirée, avec Roman Polanski en meilleur réalisateur et Des hommes et des dieux de Xavier Beauvois en meilleur film. Ce dernier, sur le massacre des moines du Tibéhirine, grand favori de la cérémonie, remporte moins de César que The Ghost Writer de Roman Polanski et autant que Gainsbourg, vie héroïque de Joann Sfar.
L'annonce des différentes nominations a eu lieu le 21 janvier 2011.

## Présentateurs et intervenants
Par ordre d'apparition.

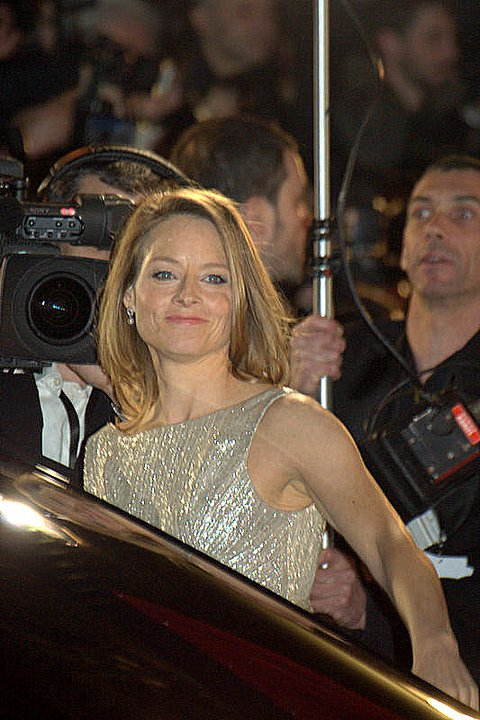
Jodie Foster à la cérémonie.

- Jodie Foster, présidente de la cérémonie
- Jean Rochefort
- Antoine de Caunes, maître de cérémonie
- Roman Polanski, remise du César du meilleur premier film
- Guillaume Gallienne, remise du César de la meilleure actrice dans un second rôle
- Emmanuelle Béart, remise du César du meilleur scénario original et du César de la meilleure adaptation
- Hommage à Jafar Panahi
- Mélanie Thierry, remise du César du meilleur acteur dans un second rôle
- Elisa Sednaoui, remise du César des meilleurs costumes
- François Damiens, remise du César du meilleur court-métrage
- Élie Semoun, remise du César du meilleur film d'animation
- Diane Kruger et Christoph Waltz, remise du César d'honneur
- Charlotte Le Bon, remise du César de la meilleure musique
- Hommage à Bernard Giraudeau
- Elsa Zylberstein et Vincent Pérez, remise du César du meilleur montage et du César du meilleur son
- Virginie Efira et Tomer Sisley, remise du César du meilleur film étranger
- Antoine de Caunes célèbre la 1000e remise d'un César
- Pascal Elbé, remise du César du meilleur espoir féminin
- Les effeuilleuses du film de Mathieu Amalric Tournée remettent le César des meilleurs décors
- Emmanuelle Seigner, remise du César du meilleur espoir masculin
- Hommage aux personnalités du cinéma décédées en 2010
- Jean-Paul Rouve et sa mère Myriam, remise du César du meilleur film documentaire
- Nathalie Baye, remise du César du meilleur réalisateur
- François Cluzet, remise du César de la meilleure actrice
- Valérie Lemercier, remise du César du meilleur acteur
- Jodie Foster, remise du César du meilleur film

## Palmarès

### Meilleur film

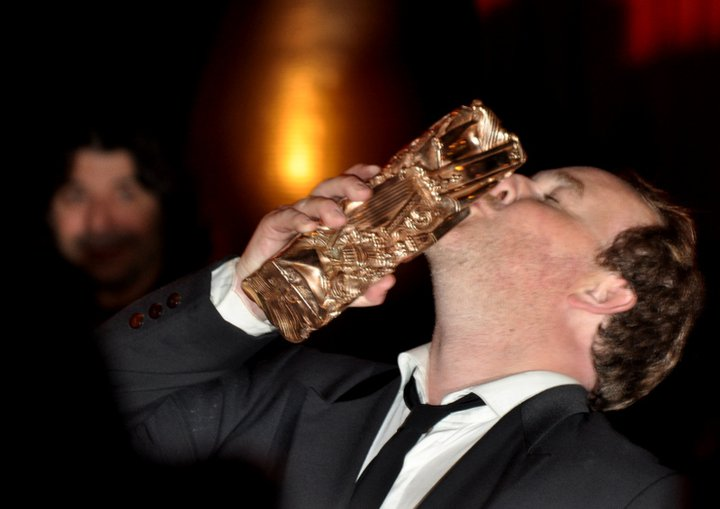
Xavier Beauvois embrassant le César du meilleur film, remporté par Des hommes et des dieux.

- Des hommes et des dieux de Xavier Beauvois, produit par Pascal Caucheteux, Grégoire Sorlat, Étienne Comar
  - L'Arnacœur de Pascal Chaumeil, produit par Nicolas Duval Adassovsky, Yann Zenou, Laurent Zeitoun
  - Le Nom des gens de Michel Leclerc, produit par Caroline Adrian, Antoine Rein, Fabrice Goldstein
  - The Ghost Writer de Roman Polanski, produit par Robert Benmussa, Alain Sarde
  - Tournée de Mathieu Amalric, produit par Laetitia Gonzalez, Yaël Fogiel
  - Gainsbourg, vie héroïque de Joann Sfar, produit par Marc du Pontavice, Didier Lupfer
  - Mammuth de Benoît Delépine et Gustave Kervern, produit par Jean-Pierre Guérin, Benoît Delépine, Gustave Kervern

### Meilleur réalisateur
- Roman Polanski pour The Ghost Writer
  - Mathieu Amalric pour Tournée
  - Olivier Assayas pour Carlos
  - Xavier Beauvois pour Des hommes et des dieux
  - Bertrand Blier pour Le Bruit des glaçons

### Meilleur acteur
- Éric Elmosnino pour le rôle de Serge Gainsbourg dans Gainsbourg, vie héroïque
  - Gérard Depardieu pour le rôle de Serge Pilardosse dans Mammuth
  - Romain Duris pour le rôle d'Alex Lippi dans L'Arnacœur
  - Jacques Gamblin pour le rôle d'Arthur Martin dans Le Nom des gens
  - Lambert Wilson pour le rôle de Christian dans Des hommes et des dieux

### Meilleure actrice
- Sara Forestier pour le rôle de Bahia Benmahmoud dans Le Nom des gens
  - Isabelle Carré pour le rôle d'Angélique dans Les Émotifs anonymes
  - Catherine Deneuve pour le rôle de Suzanne Pujol dans Potiche
  - Charlotte Gainsbourg pour le rôle de Dawn O'Neil dans L'Arbre
  - Kristin Scott Thomas pour le rôle de Julia Jarmond dans Elle s'appelait Sarah

### Meilleur acteur dans un second rôle
- Michael Lonsdale pour le rôle de Luc dans Des hommes et des dieux
  - Niels Arestrup pour le rôle de Bartholomé dans L'Homme qui voulait vivre sa vie
  - François Damiens pour le rôle de Marc dans L'Arnacœur
  - Gilles Lellouche pour le rôle d'Éric dans Les Petits Mouchoirs
  - Olivier Rabourdin pour le rôle de Christophe dans Des hommes et des dieux

### Meilleure actrice dans un second rôle

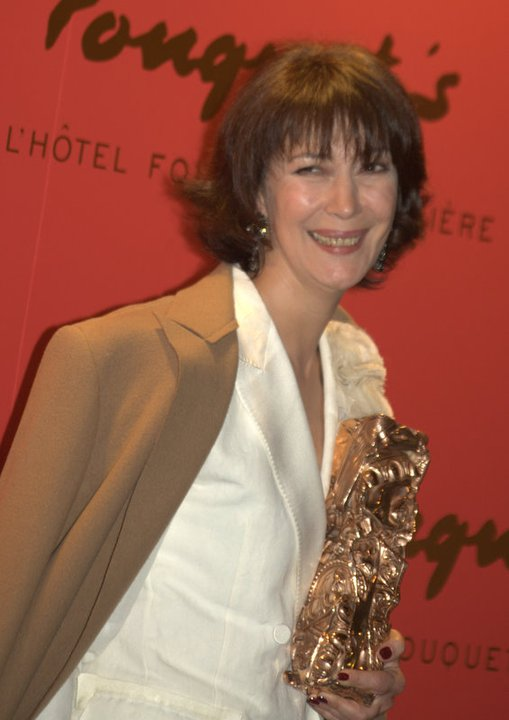
Anne Alvaro remporte le César de la meilleure actrice dans un second rôle.

- Anne Alvaro pour le rôle de Louisa dans Le Bruit des glaçons
  - Laetitia Casta pour le rôle de Brigitte Bardot dans Gainsbourg, vie héroïque
  - Valérie Bonneton pour le rôle de Véronique Cantara dans Les Petits Mouchoirs
  - Julie Ferrier pour le rôle de Mélanie dans L'Arnacœur
  - Karin Viard pour le rôle de Nadège dans Potiche

### Meilleur espoir masculin

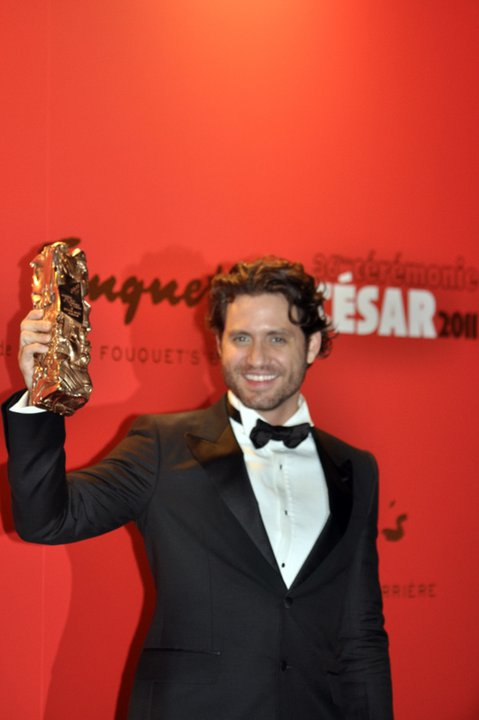
L'acteur vénézuélien Edgar Ramirez remporte le César du meilleur espoir masculin.

- Édgar Ramírez pour le rôle d'Ilich Ramírez Sánchez dans Carlos
  - Arthur Dupont pour le rôle de Manu dans Bus Palladium
  - Grégoire Leprince-Ringuet pour le rôle de Philippe de Bourbon dans La Princesse de Montpensier
  - Pio Marmaï pour le rôle de Ben dans D’amour et d’eau fraîche
  - Raphaël Personnaz pour le rôle du prince Henri de France dans La Princesse de Montpensier

### Meilleur espoir féminin
- Leïla Bekhti pour le rôle de Lila dans Tout ce qui brille
  - Anaïs Demoustier pour le rôle de Julie dans D'amour et d'eau fraîche
  - Audrey Lamy pour le rôle de Carole dans Tout ce qui brille
  - Léa Seydoux pour le rôle de Prudence Friedmann dans Belle Épine
  - Yahima Torres pour le rôle de Saartjie Baartman dans Vénus noire

### Meilleur scénario original
- Le Nom des gens – Baya Kasmi et Michel Leclerc
  - Tournée – Mathieu Amalric, Marcelo Novais Teles, Philippe Di Folco et Raphaëlle Valbrune
  - Le Bruit des glaçons – Bertrand Blier
  - Des hommes et des dieux – Xavier Beauvois
  - Mammuth – Gustave Kervern

### Meilleure adaptation
- The Ghost Writer – Robert Harris et Roman Polanski
  - L'Arbre – Julie Bertuccelli
  - L'Homme qui voulait vivre sa vie – Éric Lartigau et Laurent de Bartillat
  - Potiche – François Ozon
  - La Princesse de Montpensier – Bertrand Tavernier, Jean Cosmos et François-Olivier Rousseau

### Meilleurs décors
- Les Aventures extraordinaires d'Adèle Blanc-Sec – Hugues Tissandier
  - Des hommes et des dieux – Michel Barthélémy
  - La Princesse de Montpensier – Guy-Claude François
  - The Ghost Writer – Albrecht Konrad
  - Gainsbourg, vie héroïque – Christian Marti

### Meilleurs costumes
- La Princesse de Montpensier – Caroline de Vivaise
  - Les Aventures extraordinaires d'Adèle Blanc-Sec – Olivier Beriot
  - Potiche – Pascaline Chavanne
  - Tournée – Alicia Crisp-Jones
  - Des hommes et des dieux – Marielle Robaut

### Meilleure photographie
- Des hommes et des dieux – Caroline Champetier
  - Tournée – Christophe Beaucarne
  - The Ghost Writer – Pawel Edelman
  - La Princesse de Montpensier – Bruno de Keyzer
  - Gainsbourg, vie héroïque – Guillaume Schiffman

### Meilleur montage
- The Ghost Writer – Hervé de Luze
  - Gainsbourg, vie héroïque – Marilyne Monthieux
  - Tournée – Annette Dutertre
  - Carlos – Luc Barnier
  - Des hommes et des dieux – Marie-Julie Maille

### Meilleur son
- Gainsbourg, vie héroïque – Daniel Sobrino, Jean Goudier et Cyril Holtz
  - Océans – Philippe Barbeau, Jérôme Wiciak et Florent Lavallé
  - The Ghost Writer – Jean-Marie Blondel, Thomas Desjonqueres et Dean Humphreys
  - Des hommes et des dieux – Jean-Jacques Ferran, Vincent Guillon et Éric Bonnard
  - Tournée – Olivier Mauvezin, Séverin Favriau et Stéphane Thiébaut

### Meilleure musique
- The Ghost Writer – Alexandre Desplat
  - Océans – Bruno Coulais
  - L'Arbre – Grégoire Hetzel
  - Liberté – Delphine Mantoulet et Tony Gatlif
  - Bus Palladium – Yarol Poupaud
  - La Princesse de Montpensier – Philippe Sarde

### Meilleur premier film
- Gainsbourg, vie héroïque de Joann Sfar
  - L'Arnacœur de Pascal Chaumeil
  - Simon Werner a disparu... de Fabrice Gobert
  - Tête de turc de Pascal Elbé
  - Tout ce qui brille de Géraldine Nakache et Hervé Mimran

### Meilleur film d'animation
- L'Illusionniste de Sylvain Chomet
  - Arthur 3 : La Guerre des deux mondes de Luc Besson
  - L'Homme à la Gordini de Jean-Christophe Lie
  - Logorama de H5
  - Une vie de chat de Jean-Loup Felicioli et Alain Gagnol

### Meilleur film documentaire
- Océans de Jacques Perrin et Jacques Cluzaud
  - Benda Bilili! de Florent de La Tullaye
  - Cleveland contre Wall Street de Jean-Stéphane Bron
  - Entre nos mains de Mariana Otero
  - Yves St Laurent Pierre Bergé, l'amour fou de Pierre Thoretton

### Meilleur court-métrage
- Logorama de H5
  - Petit Tailleur de Louis Garrel
  - Une pute et un poussin de Clément Michel
  - Monsieur l'Abbé de Blandine Lenoir
  - Un transport en commun de Dyana Gaye

### Meilleur film étranger
- The Social Network de David Fincher •  États-Unis
  - Inception de Christopher Nolan •  États-Unis
  - Invictus de Clint Eastwood •  États-Unis
  - Bright Star de Jane Campion •  Nouvelle-Zélande
  - Les Amours imaginaires de Xavier Dolan •  Canada
  - Dans ses yeux (El secreto de sus ojos) de Juan José Campanella •  Argentine
  - Illégal d'Olivier Masset-Depasse •  Belgique

### César d'honneur
- Quentin Tarantino

## Récompenses et nominations multiples

### Nominations multiples
11 : Des hommes et des dieux
8 : The Ghost Writer, Gainsbourg, vie héroïque
7 : Tournée, La Princesse de Montpensier
5 : L'Arnacœur
4 : Le nom des gens, Potiche
3 : Mammuth, Carlos, L'Arbre, Tout ce qui brille, Océans, Le Bruit des glaçons
2 : Les Petits Mouchoirs, L'Homme qui voulait vivre sa vie,  D'amour et d'eau fraîche,  Bus Palladium, Les Aventures extraordinaires d'Adèle Blanc-Sec, Logorama

### Récompenses multiples
4 / 8 : The Ghost Writer
3 / 11 : Des hommes et des dieux
3 / 8 : Gainsbourg, vie héroïque
2 / 4 : Le Nom des gens